# Вільям Сміт Кларк

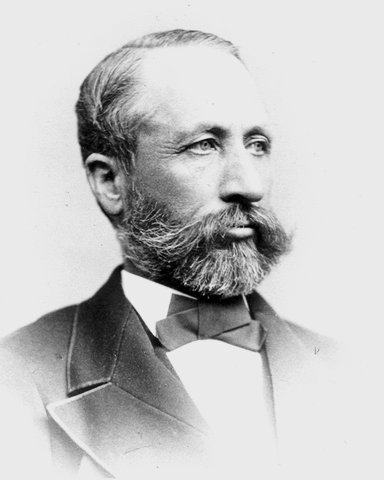
Вільям Сміт Кларк

Вільям Сміт Кларк (англ. William Smith Clark; 31 серпня 1826—9 березня 1886) — американський науковець, викладач хімії, ботаніки і зоології. Полковник армії США часів Громадянської війни. Засновник і перший голова Массачусетського сільськогосподарського коледжу (зараз — Массачусетський університет в Емгерсті), голова Саппороської сільськогосподарської школи (Хоккайдоський університет). Євангеліст. Відомий в Японії своїм закликом до студентів: «Хлопці, будьте амбіційними!» (Boys, be ambitious!).